# Base de la Fuerza Aérea Kirtland

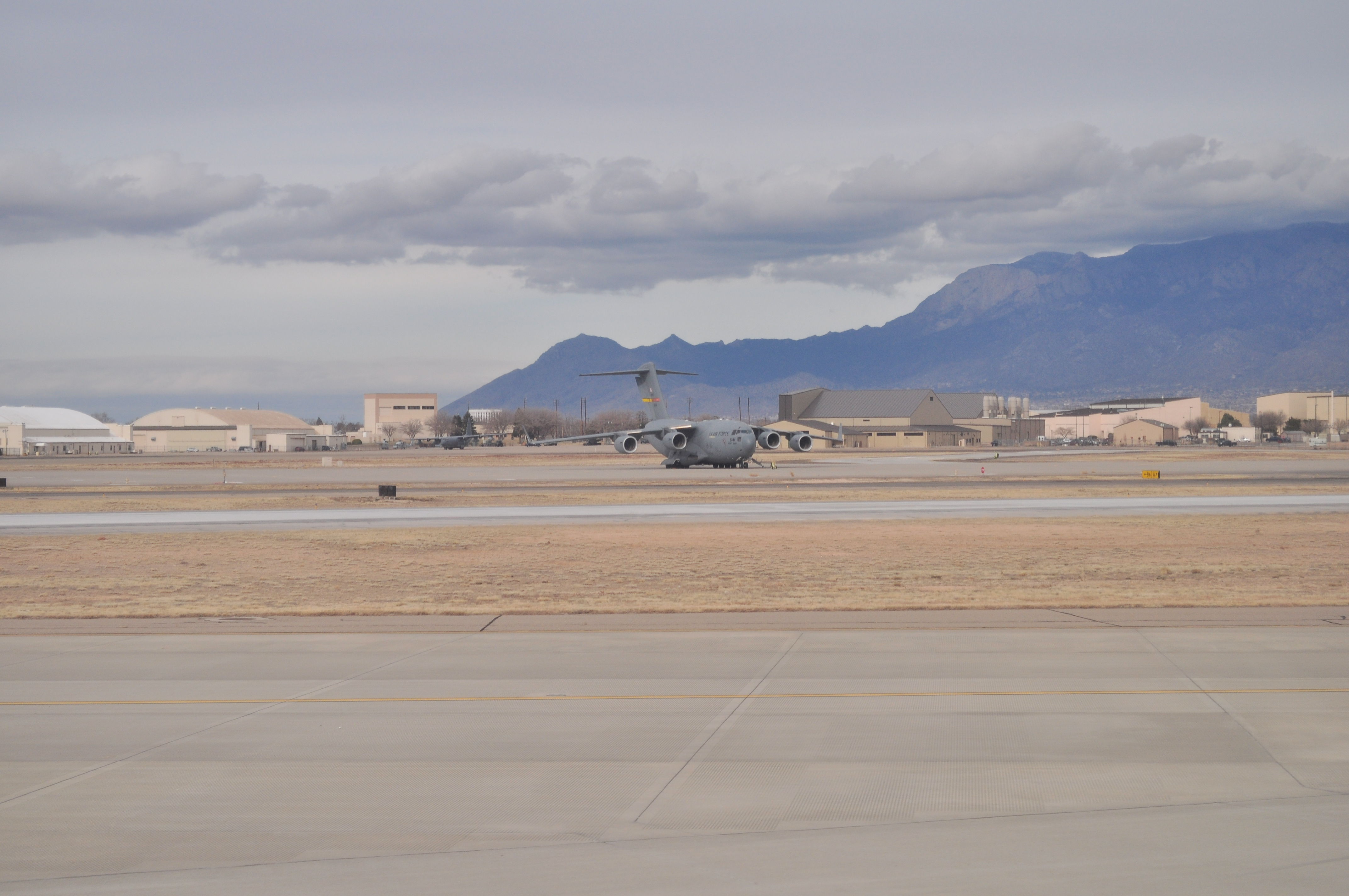
Boeing C-17 Globemaster III en la base de la Fuerza Aérea Kirtland.

La Base de la Fuerza Aérea Kirtland (IATA: ABQ, OACI: KABQ),  (en inglés: Kirtland Air Force Base) es una base de la Fuerza Aérea de los Estados Unidos localizada en el cuadrante sureste del área urbana de Albuquerque, Nuevo México, adyacente al Aeropuerto Internacional Sunport. La base recibió su nombre del antiguo aviador del Ejército de los Estados Unidos, el coronel Roy C. Kirtland. Tanto el aeropuerto militar como el internacional comparten las mismas pistas, lo que convierte a ABQ en un aeropuerto civil-militar conjunto.
Kirtland es la instalación más grande del Comando de Ataque Global de la Fuerza Aérea y la sexta base más grande de la Fuerza Aérea de los Estados Unidos. La base ocupa 51.558 acres y cuenta con más de 23.000 empleados, incluidos más de 4.200 que están en servicio activo y 1.000 en la Guardia, además de los 3.200 miembros de la Reserva que trabajan a tiempo parcial. En 2000 el impacto económico de Kirtland AFB en la ciudad de Albuquerque fue de más de 2,7 mil millones de dólares.
En Kirtland se encuentra el Centro de Armas Nucleares (en inglés: Nuclear Weapons Center, NWC) del Comando de Material de la Fuerza Aérea. Las responsabilidades de la NWC incluyen la adquisición, modernización y mantenimiento de los programas del sistema nuclear tanto para el Departamento de Defensa como para el Departamento de Energía. La NWC está compuesta por dos alas, la 377.ª Ala de la Base Aérea y la 498.ª Ala de Sistemas Nucleares, junto con diez grupos y siete escuadrones. 
Igualmente, en Kirtland se localiza la 58.ª Ala de Operaciones Especiales (58 SOW), una unidad del Comando de Educación y Entrenamiento Aéreo (AETC) que proporciona entrenamiento formal de tipo/modelo/serie de aeronave. El SOW 58 opera los aviones HC-130J, MC-130J, UH-1N Huey, HH-60G Pave Hawk y CV-22 Osprey. El cuartel general, el Centro de evaluación y pruebas operativas de la Fuerza Aérea también se encuentra en Kirtland AFB. La 150ª Ala de Operaciones Especiales de la Guardia Nacional Aérea de Nuevo México, una unidad ganada por el Comando de Combate Aéreo (ACC), también tiene su sede en Kirtland.